# راني كامبين
راني كامبين هي ممثلة تايلندية ولدت في 24 ديسمبر 1989.تخرجت من جامعة تاماسات.

## روابط خارجية
راني كامبين على موقع IMDb (الإنجليزية)
- راني كامبين على موقع قاعدة بيانات الفيلم (الإنجليزية)